# No Bravery
No Bravery è un singolo del cantautore britannico James Blunt, pubblicato il 17 aprile 2006 come quinto e ultimo estratto dal primo album in studio Back to Bedlam.

## Descrizione
La canzone, prodotta da Tom Rothrock e Jimmy Hogarth, è stata scritta da Blunt durante la sua missione più importante da militare, la guerra del Kosovo nel 1999. Fu pubblicata come singolo soltanto in Francia e più tardi anche negli Stati Uniti, ma solo via radio.

## Video musicale
Il videoclip, diretto da Paul Heyes, è stato girato l'11 febbraio 2006 in Estremo Oriente. Nel video, Blunt è ritratto mentre cammina in una zona di guerra del Kosovo, riflettendo sui suoi giorni nell'esercito e ricordando gli eventi che lo hanno reso l'uomo che è oggi. Il video mostra anche la morte di un soldato britannico e lo strazio della sua famiglia.
Oltre a queste immagini ci sono le riprese di un live della canzone di James Blunt alla BBC, che è stato inserito nell'album live Chasing Time: The Bedlam Sessions, dato che il singolo No Bravery è uscito qualche mese dopo l'album live.

## Tracce
CD single (Francia)
1. No Bravery (Album Version) – 4:02
2. No Bravery (Live) – 3:33

## Classifiche
| Classifica (2006) | Posizione massima |
| ----------------- | ----------------- |
| Francia           | 15                |